# 11967 Boyle
11967 Boyle è un asteroide della fascia principale. Scoperto nel 1994, presenta un'orbita caratterizzata da un semiasse maggiore pari a 2,7451309 UA e da un'eccentricità di 0,0248087, inclinata di 3,90717° rispetto all'eclittica.
L'asteroide è intitolato al fisico britannico Robert Boyle.